# Union des classes moyennes
 (février 2024).
 (février 2024).
La mise en forme du texte ne suit pas les recommandations de Wikipédia : il faut le « wikifier ».
Les points d'amélioration suivants sont les cas les plus fréquents :
- Les titres sont pré-formatés par le logiciel. Ils ne sont ni en capitales, ni en gras.
- Le texte ne doit pas être écrit en capitales (les noms de famille non plus), ni en gras, ni en italique, ni en « petit »…
- Le gras n'est utilisé que pour surligner le titre de l'article dans l'introduction, une seule fois.
- L'italique est rarement utilisé : mots en langue étrangère, titres d'œuvres, noms de bateaux, etc.
- Les citations ne sont pas en italique mais en corps de texte normal. Elles sont entourées par des guillemets français : « et ».
- Les listes à puces sont à éviter, des paragraphes rédigés étant largement préférés. Les tableaux sont à réserver à la présentation de données structurées (résultats, etc.).
- Les appels de note de bas de page (petits chiffres en exposant, introduits par l'outil «  Source ») sont à placer entre la fin de phrase et le point final[comme ça].
- Les liens internes (vers d'autres articles de Wikipédia) sont à choisir avec parcimonie. Créez des liens vers des articles approfondissant le sujet. Les termes génériques sans rapport avec le sujet sont à éviter, ainsi que les répétitions de liens vers un même terme.
- Les liens externes sont à placer uniquement dans une section « Liens externes », à la fin de l'article. Ces liens sont à choisir avec parcimonie suivant les règles définies. Si un lien sert de source à l'article, son insertion dans le texte est à faire par les notes de bas de page.
- La présentation des références doit suivre les conventions bibliographiques. Il est recommandé d'utiliser les modèles {{Ouvrage}}, {{Chapitre}}, {{Article}}, {{Lien web}} et/ou {{Bibliographie}}. Le mode d'édition visuel peut mettre en forme automatiquement les références.
- Insérer une infobox (cadre d'informations à droite) n'est pas obligatoire pour parachever la mise en page.

Pour une aide détaillée, merci de consulter Aide:Wikification.
Si vous pensez que ces points ont été résolus, vous pouvez retirer ce bandeau et améliorer la mise en forme d'un autre article.
L'Union des Classes Moyennes (UCM) est une organisation belge francophone de représentation et d’accompagnement des indépendants et entrepreneurs francophones.
UCM, est aussi le principal mouvement francophone de défense des indépendants et patrons des PME auprès du gouvernement au sein du Groupe des 10.
UCM représente et défend 46 fédérations professionnelles.
UCM compte 21 bureaux en Wallonie et à Bruxelles.

## Activités
UCM propose une gamme complète de services spécialisés et destinés aux starters, indépendants, TPE (toute petite entreprise) et PME (petites et moyennes entreprises).
UCM fournit les services suivants:
- Un service d'accompagnement et de consultance qui permet d’informer et d’accompagner les indépendants pour optimiser la gestion de leur activité.
- Un Guichet d'entreprises qui simplifie les démarches administratives liées à la création d'une entreprise.
- Une Caisse d'assurances sociales[5] qui conseille et guide les indépendants tout au long de leur carrière professionnelle.
- Un Secrétariat social qui accompagne les chefs d'entreprise dans la gestion des salaires et des ressources humaines.
- Une Caisse d’allocations familiales[6] qui établit et gère le droit aux prestations familiales des familles wallonnes, qui gère les attestations et documents utiles aux familles (Fonds du logement[7], réductions famille nombreuse à la SNCB[8]…) et paye les prestations familiales (l’allocation de naissance, la prime d’adoption et les allocations familiales mensuelles).

## Statut juridique
UCM National (avant avril 2013 «Fédération nationale des unions des classes moyennes»), organisation faîtière, est enregistrée depuis le 23 janvier 1964 sous le statut d'association sans but lucratif (asbl) avec le numéro d'entreprise 0409.574.976.
Une nouvelle structure faîtière, UCM Liaison, a été mise sur pied en 2013 et ses statuts publiés aux annexes du Moniteur belge le 12 avril 2013. Elle se compose en tant que membres fondateurs d’UCM National, des six associations «provinciales» (voir plus bas), ainsi que de sept autres associations satellites de l'UCM:
1. UCM Groupe social et économique (en abrégé «UCM GSE»), no BCE 840.645.352
2. Service d'assistance technique et de gestion en faveur des petites et moyennes entreprises (en abrégé «UCM Technics»), no BCE 407.812.456
3. Caisse wallonne d'assurances sociales des classes moyennes - Caisse d'assurances sociales des classes moyennes - Caisse d'assurances sociales de l'UCM, no BCE 409.089.679
4. Caisse wallonne d'allocations familiales - Caisse d'allocations familiales UCM - Kinderbijslagsfonds UCM, no BCE 409.080.771
5. UCM Guichet d'entreprises (en abrégé «UCM GE»), no BCE 480.411.504
6. Secrétariat social des classes moyennes (en abrégé «secrétariat social UCM»), no BCE 407.571.234
7. Secrétariat social des classes moyennes de la province de Liège (en abrégé "secrétariat social UCM Liège"), no BCE 405.842.852

## Présidents UCM
Roger Mené (1972 – 2008), a d’abord été Secrétaire général puis président de l’Union des Poêliers de la Province de Liège dans les années 1960 et a ensuite rejoint la section liégeoise d’UCM. En 1968, Roger Mené entre au Conseil d’administration de l’Union syndicale des classes moyennes. En 1972, il est élu pour la première fois pour un mandat de quatre ans à la présidence d’UCM. Il sera reconduit à 8 reprises et assurera donc la présidence d’UCM pendant 36 ans. Il quittera la présidence d’UCM à quelques semaines de la fin de son 9e mandat mais restera responsable d’UCM Liège jusqu’en septembre 2015.
René Somville (mai - juin 2008), vice-président d’UCM, a été président par intérim d'UCM après la démission de Roger Mené le 28 mai 2008.
Marie-Anne Belfroid-Ronveaux (juin 2008 - juin 2012), administratrice-déléguée du groupe Ronveaux SA, ancienne vice-présidente de l'Union wallonne des entreprises et ancienne présidente du Conseil économique et social de la Région Wallonne, a été présidente d’UCM. Par ailleurs, elle a été élue manager de l'année 2003 par le magazine Trends Tendance.
Philippe Godfroid (2012-2017) a contribué au lancement d'une réforme visant à structurer le groupe UCM et à permettre à celui-ci de se renforcer dans l'exercice de ses missions qui sont la défense collective des indépendants et des chefs de PME francophones et leur accompagnement au travers des actions de développement économique et des différents métiers du groupe social.
Pierre-Frédéric Nyst (2017 – aujourd’hui) est avocat aux barreaux de Namur et du Luxembourg, spécialisé en fiscalité et droit des affaires. Administrateur UCM depuis 1999, il a été président de la province de Namur avant d'être appelé en 2017 à terminer le mandat de Philippe Godfroid.

## Secrétaires généraux UCM
Christophe Wambersie (juin 2008 - mai 2013), juriste, a été engagé dès 1991 pour son premier emploi comme secrétaire général adjoint d’UCM Hainaut, puis comme secrétaire général (du mouvement en 1997, des services en 2002) et du groupe UCM National en 2008. Le 16 mai 2013, le conseil d'administration met fin à son contrat après une intervention controversée lors d'un meeting politique du MR en 2012 où il a déclaré «ce sont les indépendants qui travaillent le plus, qui se lèvent tôt, qui ne font pas la grève quand une décision ne leur plaît pas et qui ne connaissent pas l’absentéisme».
Christine Lhoste (septembre 2013 - septembre 2015), juriste, avocate et ancienne directrice de cabinet-adjointe du cabinet de la ministre Sabine Laruelle (MR) chargée des Classes moyennes et des PME, a été Secrétaire générale d’UCM jusqu’en septembre 2015.
Arnaud Deplae (septembre 2015 – août 2023) est licencié en droit (UCL) et a une spécialisation en fiscalité (HEC Liège). Il a commencé sa carrière professionnelle comme consultant chez Arthur Andersen et est entré chez UCM en 2002. Il a été directeur du service d'études en 2012 et secrétaire général de 2015 à août 2023.
Caroline Cleppert (octobre 2023 – aujourd’hui), économiste de formation, elle a construit sa carrière de consultante au sein des "Big Four" (PwC, EY, KPMG). Professeur d’économie politique à l’UCLouvain, elle a d’abord occupé le poste de directrice au service d’études et lobby UCM dès 2021 avant de devenir la Secrétaire générale en octobre 2023.

## Organisation territoriale
Il existe une UCM par province, en ce compris Bruxelles. Le rôle des UCM provinciales évolue sous le mandat du président Godfroid (2012-2017), qui déclare à mi-mandat que «Des étapes importantes ont été franchies pour rassembler tous les composants d’UCM et que, de l'union, vienne davantage de force (…) Nous voulons renforcer notre place de premier groupe social francophone, en grappillant des parts de marché en Wallonie (…) Je veux aller plus loin sur deux points. Le premier est la mise en commun de moyens financiers pour permettre au groupe en tant que tel d'investir dans des projets et d'en contrôler la réalisation. Le second est de coordonner et dynamiser le travail des provinces. Ce ne sont pas des électrons libres. Leur rôle est de relayer et de valoriser les décisions et la stratégie définies au fédéral, avec leurs représentants. La proximité, c'est leur affaire. (…) Clairement le fonctionnement des conseils d'administration. La prise de décision est trop lente et trop complexe, notamment parce que la notion d'autonomie des provinces est parfois mal comprise. Les administrateurs doivent reprendre leur place et, avec le président, déterminer la stratégie. Puis simplement vérifier le travail des cadres, qui sont de grande qualité.»
Liste de ces associations provinciales, avec numéro d'entreprise et date de création légale par publication aux annexes du Moniteur belge :
- «Union des classes moyennes du Brabant wallon», no 0450.653.387 depuis le 4 juin 1993
- «Union des classes moyennes de la Région de Bruxelles-Capitale - Unie voor Middenstanden van het Brusselse Hoofdstedelijke Geweest », no 0445.160.516 depuis le 3 juin 1991
- «Union syndicale des classes moyennes du Hainaut», no 401.142.411 depuis le 4 mai 1945
- «Union des classes Moyennes de la Province de Liège», no 0410.099.271 depuis le 7 avril 1956
- «Union des classes Moyennes de la Province de Luxembourg», no 0410.162.124 depuis le 7 septembre 1968
- «Union des classes Moyennes de la Province de Namur», no 0410.334.051 depuis le 27 novembre 1933

## Représentation au sein des conseils économiques et sociaux

### Conseil (fédéral) supérieur des indépendants et des PME
La « FNUCM » et son organisation affiliée l'Union nationale des professions libérales et intellectuelles de Belgique (UNPLIB) sont des organisations interprofessionnelles membres du Conseil supérieur des indépendants et des PME (CSIPME). Les autres organisations interprofessionnelles membres sont: Fédération des Commerçants, Artisans et Entreprises du SDI, Liberaal Verbond voor Zelfstandigen (LVZ), Syndicat Neutre pour Indépendants (SNI), Unie van Zelfstandige Ondernemers (UNIZO), Federatie voor Vrije en Intellectuele Beroepen (FVIB), Fédération des Professions Libérales et Intellectuelles du SDI.

### Conseil économique et social de la région Bruxelles-capitale
UCM (et l'UNPLIB qui en est membre) n'est qu'une (deux) parmi les dix organisations représentatives des classes moyennes qui se répartissent les six mandats dont elles disposent au sein du Conseil, les autres étant:
1. Chambre de commerce et d'industrie de Bruxelles (BECI-CCIB)
2. Fédération des professions libérales et intellectuelles du SDI (FPLI-SDI)
3. Fédération belge des indépendants et des chefs d'entreprises (FEBICE)
4. Federatie voor Vrije en Intellectuele Beroepen (FVIB)
5. Liberaal Verbond voor Zelfstandigen (nl) Gewest Brussel (LVZ)
6. Syndicat des indépendants et des PME (SDI)
7. Syndicat neutre pour indépendants (SNI)
8. Unie van Zelfstandige Ondernemers (UNIZO)
9. Union nationale des professions libérales et intellectuelles de Belgique (UNPLIB), qui est une des composantes d'UCM

## Historique
A la fin du XIXe et début du XXe siècle, les petites entreprises étaient omniprésentes en Belgique, particulièrement dans le commerce de détail et les services. La croissance économique et l'urbanisation ont contribué à l'expansion du nombre de ces petites entreprises. Le travail indépendant dans le commerce de détail et l'artisanat était un phénomène important et complexe, avec des implications sociales, économiques et politiques importantes. Ce qui a conduit, en 1926, à la formation des premières organisations d’indépendants.
Le 28 décembre 1944, immédiatement après la Libération, le « décret-loi sur la sécurité sociale des travailleurs » fut signé à Bruxelles pour les travailleurs salariés.
C’est dans les années 1960 que naît l’idée d’une sécurité sociale pour les travailleurs indépendants. Le gouvernement belge demande aux travailleurs indépendants d’avoir un seul interlocuteur, une seule organisation qui parle en leurs noms. Les Flamands ont créé le Nationaal Christelijk Middenstandsverbond (NCMV), aujourd’hui Unizo. Il y a eu aussi Association Libérale des Indépendants (LVZ) et un syndicat neutre des indépendants (SNI). Les Wallons unifie les différentes organisations existantes au sein d’une seule organisation Union des classes moyennes (UCM) et c’est le 23 janvier 1964 que la "Fédération nationale des unions des classes moyennes" est enregistrée comme asbl. En 1967, naîtra donc un régime de sécurité sociale pour les travailleurs indépendants.
C’est également dans les années 1960 que les premiers accords interprofessionnels (AIP) font leur apparition, les conditions de travail et de rémunération des travailleurs y sont négociées avec les employeurs. UCM est invitée à rejoindre le Groupe des 10 (G10) pour représenter et défendre les indépendants et petits employeurs.
En février 1996, UCM absorbe une organisation rivale, la Fédération générale des travailleurs indépendants (FGTI), dont certains membres avaient créé 20 ans plus tôt un parti politique poujadiste, l'Union démocratique pour le respect du travail.
Actuellement, UCM est reconnu comme seul représentant des indépendants et PME francophones au G10 et dans divers organes fédéraux comme le CNT, le CCT et la Commission de l’indice. UCM siège aussi à l’Inasti (Institut national d'assurances sociales pour travailleurs indépendants), à l’Inami (Institut national d'assurance maladie-invalidité) et dans les organes régionaux bruxellois et wallons tels que l’AWEX (Agence wallonne à l'Exportation et aux Investissements étrangers) et le Forem (service public de l’emploi et de la formation professionnelle en Wallonie).